# Gornja Purgarija
Gornja Purgarija is een plaats in de gemeente Klinča Sela in de Kroatische provincie Zagreb. De plaats telt 89 inwoners (2001).